# ایدریان دور
اِیدریان دور (انگلیسی: Adrienne Dore؛ ‏ ۲۲ مهٔ ۱۹۰۷ – ۲۶ نوامبر ۱۹۹۲) بازیگر و مدل اهل ایالات متحده آمریکا بود.
از فیلم‌هایی که وی در آن‌ها نقش داشته‌است، می‌توان به مهمان سیزدهم اشاره نمود.